# Lestidiops sphyrenoides
Lestidiops sphyrenoides (Risso 1820), noto in italiano come barracudina sfirenoide, è un pesce osseo marino della famiglia Paralepididae.

## Distribuzione e habitat
Questa specie è presente nell'Oceano Atlantico orientale e nel mar Mediterraneo, compresi i mari italiani, dove è comune solo nel mar Ligure e nello stretto di Messina. 
Vive in acque profonde fino a 1000 metri ed ha abitudini pelagiche.

## Descrizione
Ha l'aspetto tipico dei Paralepididae, alla cui descrizione generale si rimanda, allungato, compresso ai lati, con muso appuntito e con pinne ventrali e pinne pari piuttosto arretrate. I denti sono su due file e abbastanza grandi. Si distingue dai paralepididi degli altri generi mediterranei perché le pinne ventrali sono più in avanti della pinna dorsale. Il corpo è molto più sottile che nel barracudina comune. La linea laterale è ricoperta da una serie di scaglie, mentre il resto del corpo è nudo.  
Il colore è argenteo.
Misura fino a quasi 30 cm.

## Biologia
Vive in banchi in cui gli individui stanno con la testa rivolte verso l'alto. Non sopravvive a temperature più alte di 20°; d'inverno spesso risale in superficie in cerca di acque più fresche e talvolta viene gettato sulle spiagge dalle tempeste. 

### Alimentazione
Si ciba di organismi planctonici e di larve di pesci.

### Riproduzione
Avviene durante tutto l'anno. I giovanili sono privi di pinna anale.

## Pesca
Talvolta finisce nelle reti da circuizione per le sardine quando dotate di una luce forte con scopi attrattivi, oltre che nei retini da plancton per uso scientifico.
Non finisce mai sui mercati ittici, anche se le sue carni sono buone.

## Specie affini
Il Lestidiops jayakari pseudosphyraenoides (Ege, 1918) è una specie quasi ignota, molto simile al barracudina sfirenoide da cui si distingue solo per il numero minore di vertebre.
Questa specie, di cui non si sono mai trovati esemplari mediterranei adulti, è presente anche nell'Oceano Atlantico con varie sottospecie. Nel Mediterraneo è più comune nella parte orientale; sopporta acque più calde che L. sphyrenoides. Non si sa nulla della sua biologia.